# Mycomya stares
Mycomya stares är en tvåvingeart som beskrevs av Vaisanen 1984. Mycomya stares ingår i släktet Mycomya och familjen svampmyggor.
Artens utbredningsområde är Arizona. Inga underarter finns listade i Catalogue of Life.